# Plantation Open 2011
Il Plantation Open 2011 è stato un torneo di tennis giocato sulla terra verde, che fa parte della categoria ITF Women's Circuit nell'ambito dell'ITF Women's Circuit 2011 e dell'ITF Men's Circuit nell'ambito dell'ITF Men's Circuit 2011. Sia il torneo maschile che quello femminile si sono giocati a Plantation negli USA, dal 10 al 16 gennaio 2011.

## Campioni

### Singolare maschile
Luka Gregorc ha battuto in finale  Olivier Sajous con il punteggio di 3–6, 6–2, 6–0

### Doppio maschile
Roman Borvanov /  Dennis Zivkovic hanno battuto in finale  Daniel Smethurst  /  Alexander Ward  6–4, 6–4

### Singolare femminile
Sharon Fichman ha battuto in finale  Alexandra Cadanțu con il punteggio di 6–3 7–6(2)

### Doppio femminile
Ahsha Rolle /  Mashona Washington hanno battuto in finale  Christina Fusano /  Yasmin Schnack con il punteggio di 6–4 6–2